# Crysol
CRYSOL es una asociación que nuclea a los expresos políticos de Uruguay. Fue fundada en el año 2000 y tiene su sede oficial en Montevideo, en Joaquín Requena 1531/33. Su presidente desde el año 2011 es Gastón Grisoni. 

## Historia
Los cuatro pilares rectores del trabajo de la asociación son "Verdad, Memoria, Justicia y Nunca más Terrorismo de Estado". Desde sus comienzos, Crysol alentó fuertes e integrales objetivos reparatorios....
Luego de lograr diferentes apoyos individuales y grupales, Crysol comenzó a solicitar a las autoridades del Estado el cumplimiento de las recomendaciones de la Institución Nacional de Derechos Humanos y Defensoría del Pueblo y definidas por la ONU en la resolución 60/147 "Principios y directrices básicos sobre el derecho de las víctimas de violaciones manifiestas de las normas internacionales de derechos humanos y de violaciones graves del derecho internacional humanitario a interponer recursos y obtener reparaciones", aprobada por la Asamblea General el 16 de diciembre de 2005.
En Uruguay es la única organización de ex-presos y ex-presas políticos. Sus objetivos se plasmaron parcialmente en la promulgación parlamentaria de las leyes 18.033 y 18.596 referidas a la reparación de las víctimas del terrorismo de Estado en Uruguay y a la señalización de lugares emblemáticos en memoria de lo sucedido en la pasada dictadura cívico-militar. Será fecha límite inicialmente para mejorar dichas leyes octubre de 2018 por las Elecciones Nacionales en 2019.
Crysol tiene una audición radial todos los viernes de 10 a. m. a 11 a. m. en Radio Nacional 1130 AM Online.